# Szkoła integracyjna
Szkoła integracyjna – rodzaj szkoły, która, według definicji Aleksandra Hulka z 1977 bazuje na maksymalnym włączeniu dzieci i młodzieży z różnorodnymi odchyleniami od norm (niepełnosprawnościami) do nauczania w zwykłych klasach, umożliwiając im (w miarę istniejących możliwości) wzrastanie w gronie rówieśników zdrowych. Podstawą funkcjonowania szkoły integracyjnej jest stworzenie każdemu dziecku optymalnych warunków rozwoju, tak w sferze procesów poznawczych i intelektualnych, jak również w sferze emocjonalno-społecznej.
Pierwsze szkoły i klasy integracyjne zaczęły powstawać w Europie w latach 60. XX wieku. W Polsce doszło do tego w latach 90. XX wieku, kiedy to zaczęły powstawać przedszkola, szkoły podstawowe, a z czasem gimnazja integracyjne lub oddziały integracyjne w szkołach. Od początku XXI wieku zmniejsza się w klasach integracyjnych liczba dzieci poruszających się na wózkach inwalidzkich, a najliczniej reprezentowane są dzieci niepełnosprawne intelektualnie, jak również dzieci z zaburzeniami w zachowaniu (np. z ADHD) oraz zaburzeniami słuchu i wzroku, a także przewlekle chore. W myśl zasad integracji do jednej klasy dobiera się dzieci z różnymi rodzajami niepełnosprawności. W klasach integracyjnych na stałe pracuje dwóch nauczycieli: przedmiotowy i pedagog wspomagający. Zadaniem tego drugiego jest dostosowanie form i metod pracy do potrzeb i możliwości uczniów z niepełnosprawnościami.
W Polsce do klas integracyjnych kieruje się uczniów niepełnosprawnych na wniosek (albo za zgodą rodziców) oraz na podstawie orzeczenia kwalifikującego dzieci do kształcenia specjalnego. Klasę integracyjną można zorganizować po spełnieniu odpowiednich warunków, zarówno społecznych (np. zgoda rady pedagogicznej, akceptacja rodziców), merytorycznych (dostosowanie programowe) oraz ekonomicznych (zgoda organu prowadzącego). Podstawa prawna takiego utworzenia winna się znaleźć w statucie szkoły.